# معركة كاستلفيداردو
قالب:Campaignbox Expedition of the Thousand
وقعت معركة كاستلفيداردو في 18 سبتمبر 1860 في كاستلفيداردو، وهي بلدة صغيرة في منطقة ماركي بإيطاليا. دارت بين جيش مملكة سردينيا - الذي كان بمثابة القوة الدافعة في الحرب من أجل التوحيد الإيطالي، ضد الدولة البابوية. 

## مقدمة
في 7 سبتمبر، أرسل كاميلو بنسو، رئيس وزراء بيدمونت، إنذارًا نهائيًا إلى البابا يطالبه بتسريح قواته الأجنبية. عندما لم يقم البابا بذلك، عبرت 35,000 من القوات الحدود يوم 11 سبتمبر، مع تقدم الجنرال إنريكو سيالديني على طول ساحل البحر الأدرياتيكي وقاد الجنرال ديلا روكا فرقة أخرى عبر أومبريا. فوجئت القوات البابوية. استسلمت بعض القوات البابوية في نفس اليوم وتراجع البعض إلى أنكونة التي سقطت في 29 سبتمبر 1860 بعد حصار قصير. 

## المعركة
يُذكر أن المعركة كانت دموية، ولأعداد شديدة التفاوت من القوات - أقل من 10,000 من الجنود البابويين مقابل 39,000 سردينيا.

### الجيش البابوي
تألف الجيش البابوي من متطوعين من العديد من الدول الأوروبية، من بينهم الفرنسيون والبلجيكيون الذين شكلوا كتيبة فرنسية-بلجيكية. من بين المتطوعين الفرنسيين كان هناك عدد ملحوظ من النبلاء من غرب فرنسا: بعد المعركة، أثناء مراجعة قائمة القتلى والجرحى من الجيش البابوي، ورد أن الجنرال السرديني سيالديني قال، في مثال على روح الدعابة السوداء، «قد تعتقد أن هذه كانت قائمة الدعوات للكرة التي قدمها لويس الرابع عشر!» 
انضمت الكتائب الفرنسية البلجيكية والنمساوية والأيرلندية في وقت لاحق إلى الفوج البابوي، وهو فوج مشاة ذو تكوين دولي تعهد بمساعدة البابا بيوس التاسع في حماية البابوية لما تبقى من فترة التوحيد الإيطالي.

## النتائج العسكرية والسياسية
نتيجة لهذه المعركة، دخلت ماركي وأومبريا مملكة إيطاليا وانخفضت الولايات البابوية إلى منطقة تعرف اليوم باسم لاتسيو. 